# Esqui alpino nos Jogos Olímpicos de Inverno de 1984
O esqui alpino nos Jogos Olímpicos de Inverno de 1984 consistiu de seis eventos, realizados entre 13 e 19 de fevereiro de 1984.
Os eventos masculinos foram disputados na montanha Bjelašnica e os eventos femininos na montanha Jahorina. Devido a uma nevasca, as provas do downhill foram adiadas por alguns dias e disputadas após o slalom gigante.

## Medalhistas
Masculino
| Evento                  | Ouro                            | Prata                          | Bronze                           |
| ----------------------- | ------------------------------- | ------------------------------ | -------------------------------- |
| Downhill detalhes       | Bill Johnson USA Estados Unidos | Peter Müller SUI Suíça         | Anton Steiner AUT Áustria        |
| Slalom detalhes         | Phil Mahre USA Estados Unidos   | Steve Mahre USA Estados Unidos | Didier Bouvet FRA França         |
| Slalom gigante detalhes | Max Julen SUI Suíça             | Jure Franko YUG Iugoslávia     | Andreas Wenzel LIE Liechtenstein |

Feminino
| Evento                  | Ouro                                | Prata                              | Bronze                             |
| ----------------------- | ----------------------------------- | ---------------------------------- | ---------------------------------- |
| Downhill detalhes       | Michela Figini SUI Suíça            | Maria Walliser SUI Suíça           | Olga Charvátová TCH Checoslováquia |
| Slalom detalhes         | Paoletta Magoni ITA Itália          | Perrine Pelen FRA França           | Ursula Konzett LIE Liechtenstein   |
| Slalom gigante detalhes | Debbie Armstrong USA Estados Unidos | Christin Cooper USA Estados Unidos | Perrine Pelen FRA França           |

## Quadro de medalhas
| Ordem | País               | Medalha de ouro | Medalha de prata | Medalha de bronze |    |
| ----- | ------------------ | --------------- | ---------------- | ----------------- | -- |
| 1     | USA Estados Unidos | 3               | 2                |                   | 5  |
| 2     | SUI Suíça          | 2               | 2                |                   | 4  |
| 3     | ITA Itália         | 1               |                  |                   | 1  |
| 4     | FRA França         |                 | 1                | 2                 | 3  |
| 5     | YUG Iugoslávia     |                 | 1                |                   | 1  |
| 6     | LIE Liechtenstein  |                 |                  | 2                 | 2  |
| 7     | AUT Áustria        |                 |                  | 1                 | 1  |
| 7     | TCH Checoslováquia |                 |                  | 1                 | 1  |
| TOTAL | TOTAL              | 6               | 6                | 6                 | 18 |